# Darapsa versicolor
Darapsa versicolor is een vlinder uit de familie van de pijlstaarten (Sphingidae). De wetenschappelijke naam van de soort werd in 1839 gepubliceerd door Thaddeus William Harris.